# Villaverde (Allande)
Villaverde (en eonaviego, Viḷḷaverde) es un lugar y una parroquia del concejo asturiano de Allande, en España. 
En sus 20,19 km² habitaban 104 personas (INE 2011) repartidas entre las 6 poblaciones que forman la parroquia.
El lugar de Villaverde se sitúa a 700 metros de altitud, en la margen izquierda del río Abaniella. Se encuentra a 11 km de la capital del concejo, Pola de Allande, y tiene una población de 20 habitantes (INE 2011).

## Poblaciones
Según el nomenclátor de 2023, la parroquia comprende las poblaciones de:
- Abaniella (Abanieḷḷa, aldea)
- Lantigo (Ḷḷantigu, aldea)
- Peruyeda (Pruyeda, aldea)
- Santa Eulalia (Santulaya, casería)
- El Valle (El Vaḷḷe, lugar)
- Villaverde (Viḷḷaverde, lugar)